# بی‌حرمتی نژادی
بی‌حرمتی نژادی (آلمانی: [ˈʁasn̩ˌʃandə]، ت.ت. "شرم نژادی") یا Blutschande (آلمانی: [ˈblu:tˌʃandə] () "ننگ خون") یک مفهوم ضد نژادپرستی در سیاست نژادی آلمان نازی بود که به روابط جنسی بین آریایی‌ها و غیرآریایی‌ها مربوط می‌شد. این توسط سیاست‌هایی مانند الزام گواهینامه آریایی، که بعدها همزمان با قوانین ضد همزادگی مانند قوانین نورنبرگ، که به اتفاق آرا توسط رایشتاگ در ۱۵ سپتامبر ۱۹۳۵ به تصویب رسید، اجرا شد. در ابتدا، این قوانین عمدتاً به روابط بین آلمانی‌های قومی (که همراه با اکثر اروپایی‌های غربی دیگر به عنوان «آریایی‌ها» طبقه‌بندی می‌شوند) و غیرآریایی‌ها، بدون توجه به شهروندی، اشاره داشت. در مراحل اولیه، مجرمان به‌طور غیررسمی هدف قرار گرفتند. بعداً به‌طور سیستماتیک و قانونی مجازات شدند.
در طول سال‌های جنگ بعدی، روابط جنسی بین Reichsdeutschen (آلمانی‌های قومی، بدون توجه به محل تولد) و میلیون‌ها Ostarbeitern خارجی ("کارگران از شرق") که به زور به آلمان آورده شدند نیز از نظر قانونی ممنوع شد. تلاش‌های هماهنگ برای دامن زدن به تنفر مردم نسبت به آن صورت گرفت. این قوانین توسط ایدئولوژی نژادی نازی توجیه می‌شد که مردم اسلاو را به عنوان Untermenschen نشان می‌داد. علاوه بر این، یک دلیل عملی در پشت این قوانین وجود داشت: قبل از تصویب آنها، زنان و دختران لهستانی و شوروی که در مزارع آلمانی کار می‌کردند به قدری زایمان ناخواسته داشتند که صدها خانه ویژه معروف به Ausländerkinder-Pflegestätte ("خانه‌های پرورشی برای کودکان خارجی" ") باید ایجاد می‌شد تا نوزادان را به دور از دید عموم سقط کنند یا بکشند.